# 六腳 (大字)
六腳，原稱六腳佃，是臺灣嘉義縣六腳鄉的一個傳統地域名稱，位於該鄉西部。相較於今日行政區，其範圍大致包括六腳村、六南村不含西南端、正義村西北部、更寮村東北端、古林村東北部兩個凸出部分的東北端、崩山村東部邊界地帶中段。

## 名稱
原稱「六家佃」，但由於台語中「家」與「腳」發音接近，便逐漸訛變為「六腳佃」。

## 歷史
1664年（南明永曆十八年），漳州人屯弁楊港摘、陳士政入墾六腳佃莊。
台灣日治初期，六腳地區為一（舊制）街庄，稱為「六腳佃庄」，隸屬於大槺榔西堡。昔日該庄西北隔北港溪與頂蔦松庄為界，東北與竹仔腳庄為鄰，東邊為潭仔漧庄，南邊為下雙溪庄、更藔庄，西南邊為林內庄，西邊為後崩山庄。
1901年（日治明治三十四年）11月，全台廢縣廳改設二十廳，該庄隸屬於嘉義廳。1903年（明治三十六年）6月，該庄編入「六腳佃區」，隸屬於嘉義廳。1909年（明治四十二年）10月，合併二十廳為十二廳，六腳佃區仍隸屬於嘉義廳。1920年（大正九年），全台地方制度大改正，廢十二廳改設五州二廳，該庄改制並簡化為「六腳」大字，隸屬於臺南州東石郡六腳庄（新制街庄）。
戰後六腳庄改制為六腳鄉，隸屬於臺南縣，大字亦改制為村。1950年10月，雲、嘉、南分治，六腳鄉改隸屬於嘉義縣。

## 聚落
本地區發展較早的聚落為六腳佃（六腳），在日治期初期的官方地圖上已有記載。

## 交通
省道台19線又稱「中央公路」，是彰化至台南永康的幹道，經過本地區六腳佃（六腳）聚落（舊線進入聚落，新線繞行東側外環道）。由該道路北行可前往雲林縣北港鎮、元長鄉、襃忠鄉、崙背鄉等地；南行可前往朴子市、義竹鄉、臺南市鹽水區、學甲區等地。
縣道166號是東石鄉東石至梅山鄉瑞里的道路，經過本地區六腳佃（六腳）聚落。由該道路（大方向）西行可前往東石鄉，並止於東石港聚落（東石市區）；東行可前往新港鄉南部、民雄鄉南部、竹崎鄉、梅山鄉，並止於瑞里聚落東北東邊的縣道162甲線路口。
鄉道嘉50線是更寮至蒜頭的道路。

## 學校
- 六腳國小
- 明華高中（已廢校）
- 六合國中（已廢校）

## 外部連結
- 六腳鄉公所-業務職掌-村里介紹-六腳村 （页面存档备份，存于）
- 六腳鄉公所-業務職掌-村里介紹-六南村 （页面存档备份，存于）